# Alina Orlova
Alina Orlova, nombre artístico de Alina Orlovskaya, (28 de junio de 1988) es cantante y compositora lituana.

## Carrera musical
Orlova lo mismo compone sus propias canciones que interpreta las de otros músicos. Generalmente interpreta en tres lenguas: lituano, ruso e inglés. 
La fama de Orlova precedió a su primer álbum de estudio cuando ganó el premio a la música alternativa A.LT. De regreso a su país natal, mientras al mismo tiempo fue nombrada "Descubrimiento del año 2006"[cita requerida]. Su canción Nesvarbu fue votada por los lectores de la popularísima revista juvenil lituana Pravda como la mejor debutante del año.
En 2008 su primer álbum Laukinis šuo dingo (El perro silvestre Dingo, denominado según un libro infantil ruso, escrito por Ruvim Fraerman que trata sobre el amor adolescente) Fue editado en la discográfica MetroMusic y presentado en la iglesia de Santa Catalina de Vilna el 22 de enero; una semana después de que ella diera un concierto similar en Teatro Dramático de Kaunas. Posteriormente, el mismo año dio conciertos en Rusia, Londres, Liverpool. Según su club de fanes, actuará en Polonia, Irlanda, participará en el festival Europavox en Francia, y en otros lugares.
Orlova obtuvo un favorable reconocimiento tanto a nivel mundial como en Lituania, donde se la ve como un grandísimo éxito. Sus "cálidas" actuaciones son allí largamente esperadas. Según críticos musicales, Orlova tiene una " voz muy vibrante y una única línea de estimulador y oscuro folk-pop báltico ". Observada por Francis Healy, líder de la banda Travis, la canción de Alina "Vaiduokliai" fue extraída como una de las siete pistas para ser incluido en el EP de grabación digital, titulado "Play. Stop. Rewind" editado a nivel mundial por LIPA Records.

## Discografía
- Laukinis šuo dingo (2008)

1. Lovesong
2. Vaiduokliai
3. Lijo
4. Paskutinio Mamuto daina
5. Žeme, sukis greitai
6. Po tiltu
7. Nojus
8. Transatlantic Love
9. Utomlionnoe Solnce
10. Slėpynės
11. Spi
12. Twinkle, Twinkle Little Star
13. Mėnulis
14. Nesvarbu
15. Vasaris
16. Ramuma

- Mutabor (2010)

1. Širdis (3:05)
2. Šilkas (4:40)
3. Лихорадка (2:53)
4. Stars (2:19)
5. Vaikelis (3:02)
6. Bobby (2:14)
7. Чудеса (2:54)
8. Anyway (3:43)
9. Kibirkštėlė (2:36)
10. Amerika (2:04)
11. Ajajai (3:57)
12. Čia (4:23)
13. Fireflies (2:04)
14. Forewa (1:59)

- 88 (2015)

- Daybreak (2018)

- Laumžirgiai (2022)

- 'Nakties Atvirukai (2025)